# La Bazouge-du-Désert
La Bazouge-du-Désert is een gemeente in het Franse departement Ille-et-Vilaine (regio Bretagne). De plaats maakt deel uit van het arrondissement Fougères-Vitré. La Bazouge-du-Désert telde op 1 januari 2022 1.080 inwoners.

## Geografie
De oppervlakte van La Bazouge-du-Désert bedroeg op 1 januari 2022 24,6 vierkante kilometer; de bevolkingsdichtheid was toen 43,9 inwoners per km².

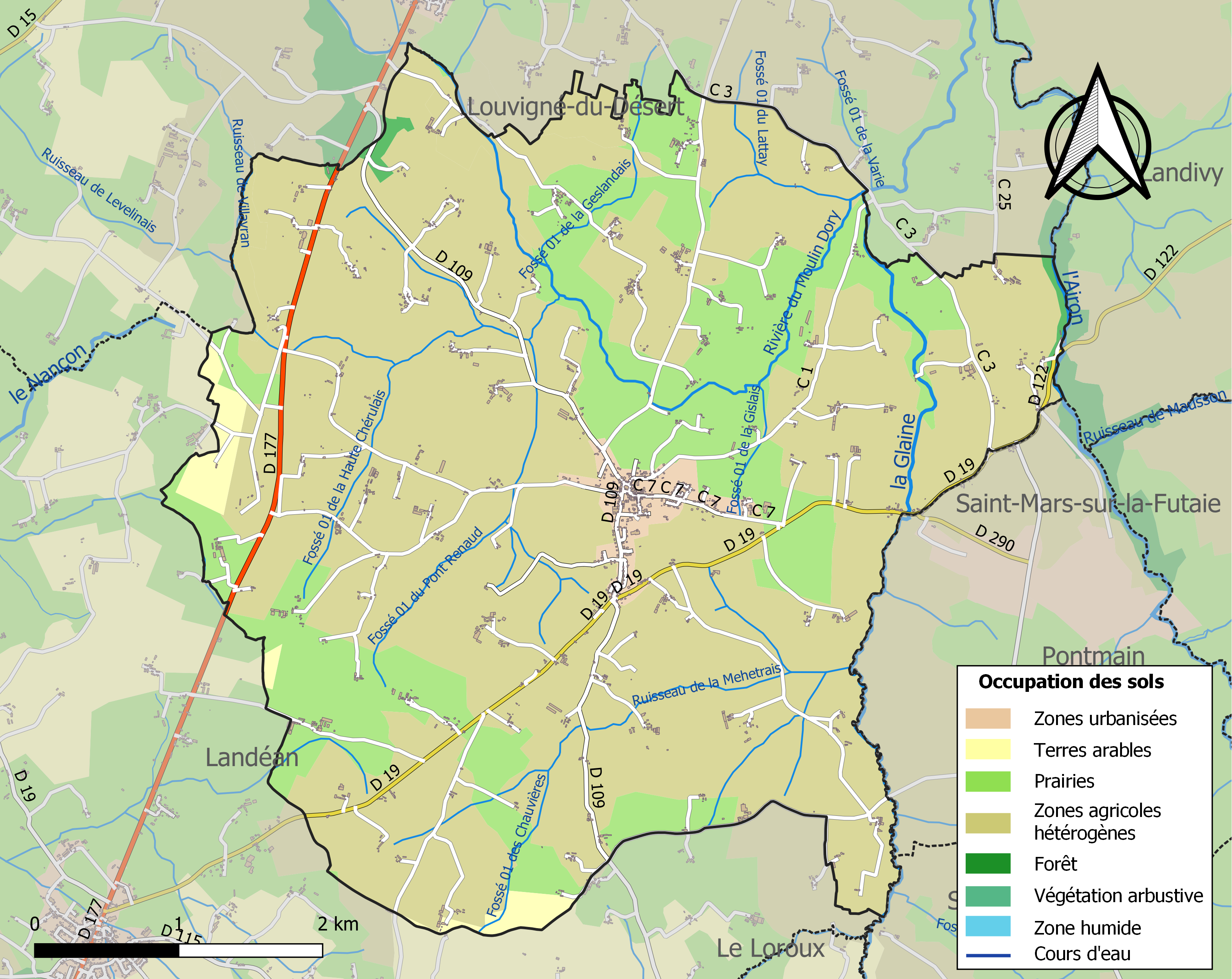
Kaart van de gemeente met belangrijkste infrastructuur, bodemgebruik en omliggende gemeenten

## Demografie
Onderstaande figuur toont het verloop van het inwonertal, bron: INSEE-tellingen. 